# 松坂桃李
松坂桃李（日语：／ Matsuzaka Tōri，1988年10月17日—），日本男演員，TOP COAT經紀公司旗下演員，出身自神奈川縣茅崎市。

## 簡歷
- 大學時受到朋友的鼓勵參加雜誌徵選，2008年成為日本流行雜誌《FINEBOYS》的專屬模特兒。
- 2009年，出演《超級戰隊系列》第33部電視作品《侍戰隊真劍者》，作為特攝劇主演在電視出道。
- 2012年，首次出演晨間小說連續劇，在《小梅醫生》中飾演主角的丈夫安岡信郎一角。同年，憑著主演的電影《使者》獲得日本電影影評人大獎最佳男主角以及第36屆日本電影學院獎的優秀新人獎。
- 2018年，接連在《不能犯》、《娼年》、《孤狼之血》等電影中飾演委託殺人犯、男妓和新人反黑刑警等截然不同的人物角色，並憑著《孤狼之血》獲得日本電影學院獎、藍絲帶獎等共6座最佳男配角獎。
- 2019年，以《新聞記者》獲得第43屆日本電影學院獎的最佳男主角獎殊榮。
- 2020年12月10日，由事務所發布與女演員戶田惠梨香結婚的消息。[2]
- 2022年11月28日，對外公布妻子戶田惠梨香懷孕的消息[3]。
- 2023年5月4日，在推特上發表了孩子誕生的喜訊[4]。

## 人物
- 惯用左手，身高183公分，體重65公斤。
- 家庭成員有父親、母親、一姊、一妹。父親在大學任教心理學。
- 2009年在自身的blog曾提到，「桃李」這個名字是母親從「櫻梅桃李」的典故中得到靈感為他取的，意思是各有各的優點，希望重視孩子自身的個性把他們養育成材。而父親從中國西漢史學家司馬遷所撰寫的《史記》中的名句「桃李不言 下自成蹊」得到啓示，亦期望他成爲品格高尚的人。
- 當開始從事藝能活動時，松坂桃李還在上大學，然而在休學期間下定決心要以演員的身份生活，不顧雙親反對選擇退學。松坂桃李在回顧這件事時，稱「人生中最重要的抉擇」，也表示他並不後悔[5]。
- 曾經說過堤真一、阿部寬、西田敏行等知名男演員是他理想中的模樣。

## 戲劇作品

### 電視
- 超級戰隊系列（朝日電視台）
  - 侍戰隊真劍者（侍戦隊シンケンジャー）（2009年2月 - 2010年2月）－飾演 志葉丈瑠／真劍紅（主演）[6]（页面存档备份，存于）
    - 假面騎士DECADE（仮面ライダーディケイド）（2009年7月）－飾演 志葉丈瑠／真劍紅（客串第24、25集）

  - 海賊戰隊豪快者（海賊戦隊ゴーカイジャー）（第40話）（2011年11月）－飾演 真劍紅（聲音出演）
- 白色榮光系列（關西電視台）
  - 白色榮光2：染血將軍的凱旋（チーム・バチスタ2 ジェネラル・ルージュの凱旋）（2010年4月 - 6月）－飾演 滝沢秀樹[7]（页面存档备份，存于）
  - 白色榮光2：染血將軍的凱旋SP2011（チーム・バチスタSP2011〜さらばジェネラル!天才救命医は愛する人を救えるか〜（2011年1月2日）－飾演 滝沢秀樹
- GOLD（2010年7月8日 - 9月16日、富士電視台）－飾演 早乙女洸[8]
- 克隆寶貝（2010年10月8日 - 12月17日、TBS）－飾演 菊池尋[9]（页面存档备份，存于）
- 明日香工業高校（アスコーマーチ〜明日香工業高校物語〜）（2011年4月24日 - 7月3日、朝日電視台）－飾演 横山有人[10]
- 名偵探柯南系列（讀賣電視台）
  - 名偵探柯南 工藤新一密室大推理（名探偵コナン 工藤新一への挑戦状）（2011年9月1日）－飾演 服部平次[11]（页面存档备份，存于）
  - 名偵探柯南 拍戲現場殺人之謎（名探偵コナンSP 工藤新一 京都新撰組殺人事件）（2012年4月12日）－飾演 服部平次／冲田總司[12]（页面存档备份，存于）
- 怪盗Royale（怪盗ロワイヤル）（2011年10月 - 12月、TBS） －飾演 神村零（主演）[13]（页面存档备份，存于）
- 連續電視小說（NHK）
  - 小梅醫生（梅ちゃん先生）（2012年4月2日）－飾演 安岡信郎[14]
    - 小梅醫生～不能結婚的男女SP 前・後編（梅ちゃん先生〜結婚できない男と女スペシャル〜）（2012年10月13日、20日、NHK BS Premium）－飾演 安岡信郎

  - 笑天家（わろてんか）（2017年10月 - 2018年3月）－飾演 北村藤吉[15]（页面存档备份，存于）
- 山嶺深處～父與子的日航墜機事故～（尾根のかなたに〜父と息子の日航機墜落事故〜）（2012年10月7日、14日、WOWOW）－飾演 小倉光太郎[16]（页面存档备份，存于）
- 金曜ロードSHOW!特別企劃 Reverse～警視廳搜查一課Team Z（金曜ロードSHOW!特別企画 リバース〜警視庁捜査一課チームZ〜）（原定2013年1月25日，因事故而延期於4月5日播放、日本電視台）－飾演 江上亨 [17]（页面存档备份，存于）
- TAKE FIVE～我們能盜取愛嗎～（TAKE FIVE〜俺たちは愛を盗めるか〜）（台譯:神偷聯盟）（2013年4月19日 - 6月21日、TBS）－飾演 新美晴登 [18]（页面存档备份，存于）
- 花之鎖（花の鎖）（2013年9月17日、富士電視台）－飾演 北神浩一 [19]
- 段田凜 勞動基準監督官（2013年10月2日 - 12月11日、日本電視台）－飾演 南三条和也[20]（页面存档备份，存于）
- 世界奇妙物語 2013年秋季特別篇「某一天，炸彈從天而降」（世にも奇妙な物語 '13秋特別篇「ある日、爆弾がおちてきて」）（2013年10月12日、富士電視台）－飾演 遠山聰[21]
- Chicken Race（チキンレース）（2013年11月10日、WOWOW）－飾演 井口弘樹[22]（页面存档备份，存于）
- 大河劇（NHK）
  - 軍師官兵衛 第25話 - 第50話（2014年6月22日 - 12月21日）－飾演 黑田長政[23]
  - 韋駄天～東京奧運故事～（2019年1月6日 - 12月15日）－飾演 岩田幸彰 [24]
  - 逆賊的幕臣（2027年）－飾演 小栗忠順（主演）
- 全盲的我當上律師的理由（全盲の僕が弁護士になった理由）（TBS月曜ゴールデン特別企畫）（2014年12月1日、TBS）－飾演 大河內健介（主演）[25]（页面存档备份，存于）
- 圖書館戰爭 BOOK OF MEMORIES（ドラマ特別企画 図書館戦争 BOOK OF MEMORIES）（2015年10月5日、TBS）－飾演 手塚慧
- 警報 刑警×女友×完全惡女（サイレーン 刑事×彼女×完全悪女）（2015年10月20日 - 12月15日、富士電視台）－飾演 里見偲（主演）
- 視覺探偵旅人（日本電視台）
  - 視覚探偵 日暮旅人（金曜ロードSHOW!特別ドラマ企画）（2015年11月20日）－飾演 日暮旅人（主演）[26]（页面存档备份，存于）
  - 視覚探偵 日暮旅人（2017年1月22日 - 3月19日）－飾演 日暮旅人（主演）[27]（页面存档备份，存于）
- 寬鬆世代又怎樣（2016年4月17日 - 6月19日、日本電視台）－飾演 山路一豊[28]（页面存档备份，存于）
- 謝謝你，在世界角落中找到我（2018年7月15日 - 9月16日、TBS）－飾演 北條周作（與松本穗香雙主演） [29]（页面存档备份，存于）
- 完美世界（パーフェクトワールド）（2019年4月16日 - 6月25日、關西電視台 / 富士電視台）－飾演 鮎川樹（主演）[30]（页面存档备份，存于）
- 微笑的人（微笑む人）（2020年3月1日、朝日電視台）－飾演 仁藤俊美（主演）[31]
- 四個不可思議的故事（4つの不思議なストーリー～超常ミステリードラマSP）（2020年12月26日、富士電視台）－飾演 岸本宏樹 [32]
- 關於此時此地的危機以及我的好感度（今ここにある危機とぼくの好感度について）（2021年4月24日 - 5月29日、NHK）－飾演 神崎真（主演）[33]
- 如果那時親了她（あのときキスしておけば）（2021年4月30日 - 6月18日、朝日電視台）－飾演 桃地望（主演）[34]
- BRUSH UP LIFE（ブラッシュアップライフ）第2話 - 第4話（2023年1月15日 - 29日、日本電視台）－飾演 田邊勝[35]
- VIVANT 第4話 - 最終話（2023年8月6日 - 9月17日、TBS）－飾演 黑須駿
- 月刊 松坂桃李 特集（2024年10月20日/11月17日/12月15日、WOWOW）－(横★須★賀 探偵事務所) 飾演 探偵・龍哉 / (Dandy・Boy。) 飾演 大學生吉男 / (什麼都聽不到。) 飾演 人工智能Ｈｏ－１（主演） [36]
- 慢行列車（スロウトレイン）（2025年1月2日、TBS）－飾演 澀谷潮
- 御上老師（2025年1月19日 - 3月23日、TBS）－飾演 御上孝（主演）[37]

### 電影
- 侍戰隊真劍者 銀幕版 天下分け目の戦（侍戦隊シンケンジャー 銀幕版 天下分け目の戦）（2009年、東映）－飾演 志葉丈瑠／真劍紅（聲）
- 侍戰隊真劍者VS轟音者 銀幕BANG!!（侍戦隊シンケンジャーVSゴーオンジャー 銀幕BANG!!）（2010年、東映）－飾演 志葉丈瑠／真劍紅（聲）
- 歸來的侍戰隊真劍者特別幕（帰ってきた侍戦隊シンケンジャー特別幕）（2010年、東映）－飾演 志葉丈瑠／真劍紅（聲）
- 天裝戰隊護星者VS真劍者 Epic on 銀幕（天装戦隊ゴセイジャーVSシンケンジャー エピックon銀幕）（2011年1月22日、東映）－飾演 志葉丈瑠／真劍紅（聲）
- 我们无法改变的世界（僕たちは世界を変えることができない）（2011年9月23日、東映）－飾演 本田充  （页面存档备份，存于）
- 彼时生命（アントキノイノチ）(台譯:那时的生命)（2011年11月19日、松竹）－飾演 松井新太郎  （页面存档备份，存于）
- 麒麟之翼（麒麟の翼）（2012年1月28日、東宝）－飾演 青柳悠人
- Toru和猫（グッドカミング～トオルとネコ、たまに猫～）（2012年6月4日）－飾演 トオル（主演）
- 沉睡赤子心（王様とボク）（2012年9月）－飾演 三紀彥  （页面存档备份，存于）
- 使者（ツナグ）（ 2012年10月6日、東宝）－飾演 渋谷步美（單獨初主演） （页面存档备份，存于）
- 今日開始談戀愛(今日、恋をはじめます)（2012年12月8日、東宝）－飾演 椿京汰（主演）  （页面存档备份，存于）
- 科學小飛俠（科學忍者隊ガッチャマン）（2013年8月24日、東宝）－飾演 鷲尾健 (台譯:鐵雄)（主演）  （页面存档备份，存于）
- 買春，買來了我的春天www（風俗行ったら人生変わったwww）（2013年11月9日、セディックインターナショナル・電通）－飾演 晋作 （页面存档备份，存于）
- 白色榮光FINAL（チーム・バチスタFINAL ケルベロスの肖像）（2014年3月29日、東宝）－飾演 瀧澤秀樹  （页面存档备份，存于）
- 蒙羅麗莎の瞳（万能鑑定士Q －モナ・リザの瞳－）（2014年5月31日、東宝）－飾演 小笠原悠斗
- 尋找心樂章（マエストロ）（2015年1月31日、松竹・アスミック・エース）－飾演 香坂真一（主演）[]
- 王牌大騙局（エイプリルフールズ）（2015年4月1日、東宝）－飾演 牧野亘
- 小菜一碟（ピース オブ ケイク）（2015年9月5日）－飾演 小天
- 日本最長的一日（日本のいちばん長い日）（2015年8月8日、松竹）－飾演 畑中少佐 （页面存档备份，存于）
- 圖书馆戦争 THE LAST MISSION（図书馆戦争 THE LAST MISSION）（2015年10月10日）－飾演 手塚慧
- 劇場版MOZU（2015年11月7日、東宝）－飾演 権藤剛  （页面存档备份，存于）
- 人生的約定（人生の約束）（2016年1月9日）－飾演 沢井卓也 （页面存档备份，存于）
- 真田十勇士（2016年9月22日、松竹・日活）－飾演 霧隠才蔵 [124]
- 如熱水般沸騰的愛（湯を沸かすほどの熱い愛）（2016年10月29日、クロックワークス）－飾演 向井拓海 （页面存档备份，存于）
- 秘密（2016年8月6日）－飾演 鈴木克洋
- 唱吧！奇迹！（キセキ -あの日のソビト-）（2017年1月28日、東映）－飾演 JIN（與菅田將暉雙主演）  （页面存档备份，存于）
- 百合心（ユリゴコロ）（2017年9月23日、東映・日活）－飾演 亮介 （页面存档备份，存于）
- 她不知道那些鳥的名字（彼女がその名を知らない鳥たち）（2017年10月28日）－飾演 水島真[38]
- 不能犯（2018年2月1日）－飾演 宇相吹正（主演）[39]
- 娼年（2018年4月6日、ファントム・フィルム）－飾演 森中領（主演）[40]
- 孤狼之血（2018年5月12日、東映）－飾演 日岡秀一 [41]
- 居眠り磐音（2019年5月17日、松竹）－飾演 坂崎磐音（主演）[42]
- 新聞記者（2019年6月28日、スターサンズ・イオンエンターテイメント）－飾演 杉原拓海（與沈恩敬雙主演) [43]
- 蜜蜂与远雷（2019年10月4日、東宝）－飾演 高島明石 [44]
- 約定的夢幻島（2020年12月18日公開、東宝）－飾演 謎之男  *在電影公映當日晚上解禁的充滿謎團的角色。[45]
- 早安甜心歐嗨喲[46]（あの頃。）（2021年2月19日、ファントム・フィルム）－飾演 劔樹人（主演）[47]
- 生命的停車場（2021年5月21日、東映）－飾演 野呂聖二 [48]
- 孤狼之血 Level 2（2021年8月20日、東映）－飾演 日岡秀一（主演）[49]
- 空白（2021年9月23日、スターサンズ）－飾演 青柳直人 [50]
- 流浪的月（2022年5月13日、GAGA）－飾演 佐伯文（與廣瀨鈴雙主演) [51]
- 侧耳倾听（耳をすませば）（2022年10月14日、松竹） －飾演 天澤聖司（與清野菜名雙主演)
- 來自雪國的遺書 （2022年12月9日、東宝）－飾演 松田研三　[52]
- 寬鬆世代又怎樣：INTERNATIONAL（2023年10月13日、東寶）－飾演 山路一豐 [53]
- 來聊聊芬蘭吧 （2024年9月13日、東宝）－飾演 十勝左衛門 [54]
- 雪之花 （2024年1月24日、東宝）－飾演 笠原良策（主演）[55]
- 父亲和我唱不完的歌（父と僕の終わらない歌）（2025年5月23日、索尼影视娱乐）－飾演 間宮雄太（與寺尾聪雙主演) [56]
- 前线（フロントライン）（2025年6月、华纳兄弟）－飾演 立松信貴 [57]

### 網路電視劇
- 命運之人（運命の人）（2010年春、Hill's Collection x docomo動畫）- 早瀨隆太
- 死亡遊戲公園（デス・ゲーム・パーク）（2010年4月20日 - / 毎週星期二、星期五 / 5分×全24話 / BeeTV） - 德永翔大 (與井上正大雙主演)
- 女神的惡作劇〜變成你的我（女神のイタズラ〜キミになったボク）（2011年3月20日、BeeTV） - 中野秀之/タクミ（雙主角）（主演）
- 我是山岸有何貴幹（2017年7月、Hulu） - 山路一豊
- 不能犯（2017年12月22日、dTV） - 宇相吹正（主演）
- 我們離婚吧（2023年6月22日、Netflix）－ 東海林大志（主演）

### 舞台剧
- 「银河英雄伝说」（2011年1月7日～16日）－飾演 萊因哈特(主演)  （页面存档备份，存于）
- 朗読「宮沢賢治が伝えること 」（2012年5月9日～6月3日世田谷パブリックシアター－演出：栗山民也）
- 彩の国莎士比亞系列第11弾「 ヘンリー四世」（彩の国さいたま芸術劇場 他にて2013年4月）－飾演 亨利四世（主演）
- 「真田十勇士」（青山劇場2014年1月）－飾演 霧隱才藏  （页面存档备份，存于）
- 「ヒストリーボーイズ」THE HISTORY BOYS（世田谷パブリックシアター2014年5月）－飾演 生徒デイキン （页面存档备份，存于）
- 「娼年」 (2016年8月～9月東京芸術劇場プレイハウス、大阪、久留米)－飾演 森中領（主演） （页面存档备份，存于）
- 「マクガワン・トリロジー」 THE MCGOWAN TRILOGY （<愛知>2018年6月29日～7月1日 穂の国とよはし芸術劇場PLAT  <兵庫>2018年7月4日～8日 兵庫県立芸術文化センター 阪急中ホール  <東京>2018年7月13日～29日 世田谷パブリックシアター）－飾演 ヴィクター（主演）  （页面存档备份，存于）
- 彩の国莎士比亞系列第34弾「ヘンリー五世」 (<東京>彩の国さいたま芸術劇場 2019年2月8日～-24日、<仙台>2019年3月2日～ 3日 仙台銀行ホール<大阪>2019年3月7日～11日 梅田芸術劇場 上演決定）－飾演 亨利五世（主演） （页面存档备份，存于）

### 配音
- .hack//The Movie（2012年1月）－田中　翔/GONDO （3D長篇動画 ）
- 劇場版　科學小飛俠你好（劇場版　おはよう忍者隊ガッチャマン）（在科學小飛俠本篇前開始前播放）（2013年8月24日）[58]
- 胡桃鉗（くるみ割り人形）(電影Hello Kitty40周年記念作品)（2014年11月29日）－ 弗里茨／弗朗茨
- BUMP OF CHICKEN〝WILLPOLIS2014"劇場版（2014年12月5日）－ 森
- 柏靈頓熊（パディントン）（2016年1月15日、Kino Films） - 柏靈頓熊 （页面存档备份，存于）
- 勇者鬥惡龍 Heroes（ドラゴンクエストヒーローズ 闇竜と世界樹の城）（2015年2月26日） - 艾克特
- 死亡筆記 續篇 決戰新世界（デスノート Light up the NEW world）（2016年10月29日） - 金色死神ベポ （页面存档备份，存于）
- 柏靈頓熊2（パディントン2）（2018年1月19日） - 柏靈頓熊 （页面存档备份，存于）
- HELLO WORLD （2019年9月20日、東寶） - カタガキナオミ(10年後的堅書直實) 140 （页面存档备份，存于）
- 再会（サラバ! ）（2020年7月3日、小學館發行） - 西加奈子原著小說有聲書，誦讀擔當
- 魔物獵人 (モンスターハンター)（2021年3月26日、東寶） - 獵人（The Hunter）[59]
- 新·假面騎士 (シン・仮面ライダー)（2023年3月18日、東映） - 人工智能“K”（ケイ） （页面存档备份，存于）
- 新次元！蠟筆小新THE MOVIE 超能力大決戰 ～飛吧！手卷壽司～（2023年8月4日、東寶） - 非理谷充[60]
- 是誰殺了我（誰かが私を殺した）（2024年7月24日、Audible發行） - 東野圭吾原著小說有聲書，誦讀擔當 - 国重辰真
- 一百公尺。—100M—（2025年9月19日、波麗佳音、Asmik Ace） - 飾演 富樫（與染谷將太雙主演）[61]

## 廣播主持
- 日本放送「オールナイトニッポンR」(放送時間：2010年10月23日(土)03:00～4:30)
- 松坂桃李のオールナイトニッポンGOLD〜映画「ガッチャマン」SP〜（2013年7月31日、ニッポン放送）
- 松坂桃李のオールナイトニッポンGOLD〜映画「エイプリルフールズ」SP〜（2015年3月27日、ニッポン放送）
- 松坂桃李のオールナイトニッポンGOLD（2019年1月18日、ニッポン放送）[118]
- 松坂桃李のオールナイトニッポン（2021年8月24日、ニッポン放送）
- 松坂桃李のオールナイトニッポン（2022年3月28日、ニッポン放送）緊急代替感染新冠的菅田将暉上陣

## 紀錄片
- 情熱大陸 - 松坂桃李編（TBS系列局，2012年10月28日）
- 輝く女 - 堀北真希編（NHK-BSプレミアム，2012年12月16日 前編・2012年12月23日後編）- 旁白
- 宝塚トップ伝説～熱狂100年～（NHK総合，2014年5月4日） - 旁白
- 情熱大陸800回紀念特別企劃 - 我們生於1988 (情熱大陸 800回記念特別企画「ぼくらは、1988年生まれ」)（ TBS系列局，2014年5月4日- 2014年5月11日） （页面存档备份，存于）
- ROBOT FIGHTER (土曜プレミアム ロボファイター)（フジテレビ，2015年2月14日） - 旁白 [132]
- 人生規劃U-29（人生デザイン U-29） （NHK Eテレ，2015年3月30日 - 2018年3月27日） - 旁白[133]
- 終戰70年記錄片企劃　請告訴我們有關戰爭的事（終戦70年ドキュメンタリー企画 私たちに戦争を教えてください）(2015年8月15日PM7;00~4:00、富士電視台） （页面存档备份，存于）
- 達人達（たち）SWITCHインタビュー「松坂桃李×奥山由之」（2ＮＨＫ教育，2016年8月20日）
- 遙遠的絲路之旅（松坂桃李 遥かなるシルクロードの旅）（BS-TBS，2017年6月4日）[133]
- 两小时参拜伊勢神宮的究极指南（究極ガイドTV 2時間でまわる伊勢神宮）（NHK 総合，2018年1月1日）- 旁白[131]
- 猫咪档案~人人和猫猫之特别篇「在镰仓居住的养老老师和小圆」（ネコメンタリー 猫も、杓子も。特別編 ～養老センセイとまる 鎌倉に暮らす～）(NHK BSプレミアム)(2018年3月3日午後9時00分、NHK）- 朗讀  （页面存档备份，存于）
- 東京重生(東京リボーン)（NHK総合，2018年12月23日, 2019年2月10日, 2019年12月22日, 2020年2月29日，2020年8月22日，2021年7月23日午後9時00分～9時49分）- 旁白  （页面存档备份，存于）
- 伊藤美誠 再生之旅（NHK総合1・東京，2021年7月17日午後9:00~午後9時50分) - 旁白  （页面存档备份，存于）
- 王者跳躍~花樣滑冰男兒（王者のジャンプ～フィギュアスケート男子～）（NHK総合1・東京，2022年1月30日午後9:00~午後9時50分) - 旁白
- 前進～烏克蘭小鎮的重生～（ダーリ 前へ 〜ウクライナ ある町の再生〜）（NHK BS，2024年0月1日午後10時40分) - 旁白  （页面存档备份，存于）

## 廣告
- 萬代
  - 「真劍者變身Collection」（2009年）
  - 「卡通角色聖誕蛋糕」(キャラデコクリスマス)（2009年）
- チヨダ「CEDAR CREST 」形象人物（2010年）
- 109Men's 形象人物（2011年）
- HOUSE食品
  - 「唐辛子之力」（2011年）
  - 「The HOTEL CURRY」（2012年‐）
  - 「三星食感」（2013年 - ） （页面存档备份，存于）
  - 「北海道シチュー」（2015年9月 - ）
  - 「北海道フォンデュシチュー」（2020年9月）[]
- CircleK Sunkus「Cherie Dolce」（2011年）
- LOTTE
  - 「ACUO口香糖」（2012年） （页面存档备份，存于）
  - 「Dual巧克力餅」（2013年 - ）
  - 「Ghana巧克力」（2013年 - ）
- 三菱日聯「MUFG金卡」（2012年） （页面存档备份，存于）
- PUMA「PUMA PLAY TIME」 形象人物（2012年） （页面存档备份，存于）
- POKKA SAPPORO
- 「靈感咖啡」篇（2013年）
- 「aromax咖啡幻想曲」（2013年3月 - ） （页面存档备份，存于）
- 朝日新聞社「朝日新聞電子報」（2013年）
- 三井Shopping Park「LalaPort商場」（2013年4月 - ）
- 札幌啤酒「麥與啤酒」（2013年6月 - ）
- NTT DOCOMO
  - 「d Hits音樂庫」（2013年8月 - ） （页面存档备份，存于）
  - 「d fashion衣服購物庫」（2013年11月 - ）
  - 「DOCOMO光 上網計畫」（2015年2月 - ） （页面存档备份，存于）
- 大和HOUSE工業（2014年7月 - ）
- KIRIN「等離子乳酸菌」（2014年12月 - ） （页面存档备份，存于）
- AOKI男士成衣 
  - 清涼商務裝商品（2015年5月 - ）
  - 「ORIHICA」（2015年10月 - ）這也是ORIHIKA首次啟用形像大使投放電視廣告。[126]
- NANO・UNIVERSE (ナノ・ユニバース)「男前の羊でつくりました」（2016年）[129]
- 日本中央競馬会 JRA「HOT HOLIDAYS！」（2017年 -）[130]
- 明治安田生命（2017年 - ） （页面存档备份，存于）
  - 「アフターフォロー「歳の差兄弟」シリーズ」（2017年 - ）[62]
  - 「認知症ケア MCIプラス」（2020年2月 - ）[63]
  - 「エピローグ・レター「夫から妻へ」」編 (2020年12月 - )[64]
- 霧島酒造（2018年 - ） （页面存档备份，存于）
  - 「LET's だれやめ！キャンペーン」（2017年11月）
  - 「赤霧島」（2020年3月 - ）
  - 「本格麦焼酎 霧島ほろる」「本格米焼酎 霧島するる」（2023年9月 - ）
- Yakult「ヤクルト400LT」（2018年 - ） （页面存档备份，存于）
- 花王Attack ZERO「洗濯愛してる会」（2019年 - ) [141]
- RECRUIT DIRECT SCOUT（2021年11月 - )[142]
- 中外製薬「Innovation Lab／抗体医薬」篇（2022年12月21日) （页面存档备份，存于）
- 東京海上控股E.Design損害保險「自動車保険、どれも同じ？」篇及「自動車保険にセンサーってどうなの？」篇（2023年5月17日) （页面存档备份，存于）

## 連載
- 「オモテ松坂、ウラ桃李！」，日之出出版『FINEBOYS 』專屬模特兒連載（- 2015年3月号，連載完結）
- 「松坂桃李、コトバと服。」，日之出出版『FINEBOYS 』專屬模特兒連載（- 2018年5月号，連載完結）
- 「TORing」，学研『TV LIFE』，（2010年 - 2012年，連載完結）
- 「極めろ男前道」，集英社『nonno 』（2014年6月 - 2013年3月，連載完結）
- 「あ、とりあえず」，集英社『nonno 』（2014年1月 - 12月号，連載完結）
- 「Theatre TORI」，Wanibooks『＋act.mini』及『＋act.』（2011年10月31日開始連載，於2021年7月号完結）

## 出版物

### 平面書籍
- 桃李（2009年10月16日出版、Wani Books）
- 道-TAO-（2011年10月25日出版）
- 侍戰隊真劍者寫真集 天晴! Post Media  ‐ （2009年8月19日出版）ュノン) ジュノン  ‐ （2012年12月7日出版）
- 松坂桃李コンプリートBOOK「Toring」‐ （2012年10月26日学研パブリッシング）
- 年曆 ‐ 松坂桃李 2010年月曆 ‐ （2009年10月28日出版）
- 年曆 ‐ 松坂桃李 2012年月曆 ‐ （2011年10月19日出版）
- 年曆 ‐ 松坂桃李 2013年月曆 ‐ （2012年10月24日出版）
- 年曆 ‐ 松坂桃李 2014年月曆 ‐ （2013年10月23日出版）
- 年曆 ‐ 松坂桃李 2015年月曆 ‐ （2014年12月3日出版）
- 年曆 ‐ 松坂桃李 2016年月曆 ‐ （2015年12月出版）
- 年曆 ‐ 松坂桃李 2020年月曆 ‐ （2020年3月出版）出道十週年紀念年曆，僅限TOP COAT事務所內部發行。
- 妄想・松坂桃李（2016年4月1日出版、ワニブックス）
- 妄想・松坂桃李 2（2018年5月2日出版、ワニブックス）
- まろやかな炎，著＝長田真作 / 原案＝長田真作・松坂桃李（2022年2月14日TOP COAT事務所優先發行，3月14日公開發行，303books出版）

### DVD
- 1nd DVD「トオリミチ2010」(發售日 2010/03/21)
- 2nd DVD「トオリミチ2011」(發售日 2012/06/22)
- 3nd DVD「トオリミチ2012」(パンフレット only，無影像製作)
- 4nd DVD「トオリミチ2014」(パンフレット only，無影像製作)

## 獎項
- 2011年

第33回橫濱電影節最优秀新人赏
第85回電影旬报獎新人男优赏
第25回日刊體育電影大獎石原裕次郎賞新人賞
- 2013年

第37回黃金飛翔獎
第36回日本電影金像獎新人俳優賞
第22回日本電影影評大獎主演男優賞
- 2015年

第44回ベストドレッサー賞
- 2016年

第11回大阪電影節助演男優賞
- 2017年

第39回橫濱電影節助演男優賞
- 2018年

第10回TAMA電影獎最優秀男優賞
第40回橫濱電影節助演男優賞
第31回日刊體育電影大獎石原裕次郎賞主演男優賞
第61回藍絲帶獎電影獎助演男優賞
第28回東京體育電影大獎助演男優賞
第92回電影旬报十佳獎助演男優賞
- 2019年

第14回大阪電影節助演男優賞
第42回日本電影學院獎最優秀助演男優賞
2019年度全国映連賞男優賞
- 2020年

第43回日本電影學院獎最優秀主演男優賞
- 2021年

第43回橫濱電影節主演男優賞
第17回大阪電影節主演男優賞
第45回日本電影學院獎優秀主演男優賞
- 2022年

第14回TAMA電影獎最優秀男優賞
- 2025

第123回日劇學院賞主演男優賞

## 外部連結
- M Storiy  - 松坂桃李官方部落格 (已關閉)
- MToriofficial  - 松坂桃李官方Twitter
- tori.matsuzaka.official  - 松坂桃李官方Instagram

| 前任： 古原靖久 （炎神戰隊轟音者） | 日本超級戰隊系列紅色戰士演員 侍戰隊真劍者 同期：夏居瑠奈 2009年2月15日-2010年2月7日 | 繼任： 千葉雄大 （天裝戰隊護星者） |